# Бенар, Поль Альбер
Поль Альбер Бенар (фр. Paul Albert Besnard; 1849—1934) — французский художник, директор Школы изящных искусств, член Французской академии.
В своих работах он использовал традиционные сюжеты и писал в импрессионистической манере.

## Биография
Родился в Париже в семье художников. Его мать была известной миниатюристкой. Учился в Школе изящных искусств в классе Александра Кабанеля. В 1874 году получил Римскую премию — известную в то время во Франции награду в области искусства. После начал развивать собственный стиль, отличавшийся от академического, приверженцем которого был его учитель.
В 1881—1884 годах работы Бенара выставлялись в Академии художеств в Великобритании.
В 1886 году картина Бенара «Портрет мадам Роже Журден» (Le Portrait de Madame Roger Jourdain) участвовала в Парижском салоне — самой значительной французской художественной выставке того времени. Для этой работы характерно новое использование света и теней, ставшее личным стилем Бенара. Впоследствии он не отступал от него и в крупномасштабных работах. В числе наиболее известных — фрески в университете Сорбонна, роспись потолка в парижском театре Комеди Франсез.
В 1912 году Бенар стал членом Французской Академии изящных искусств, в 1922 — директором Школы изящных искусств в Париже, где ранее сам учился.
В 1924 году Бенар стал пожизненным членом Французской академии, кресло № 13.

Некоторые работы
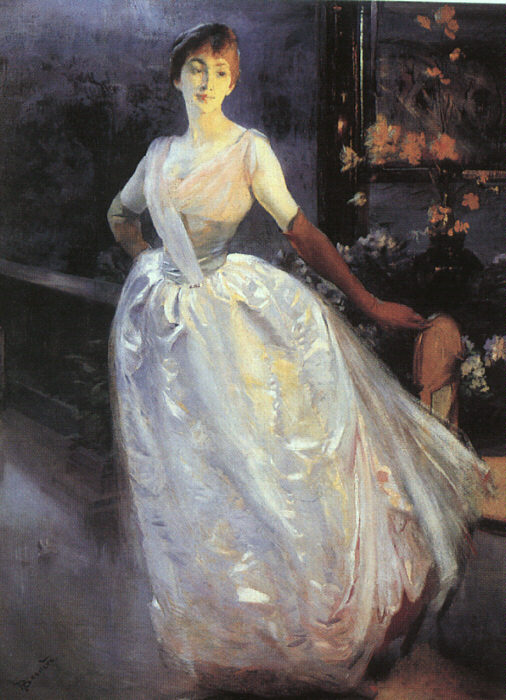
Портрет мадам Роже Журден, 1886
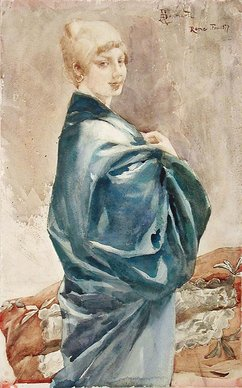
Молодая женщина в голубом кимоно, 1877
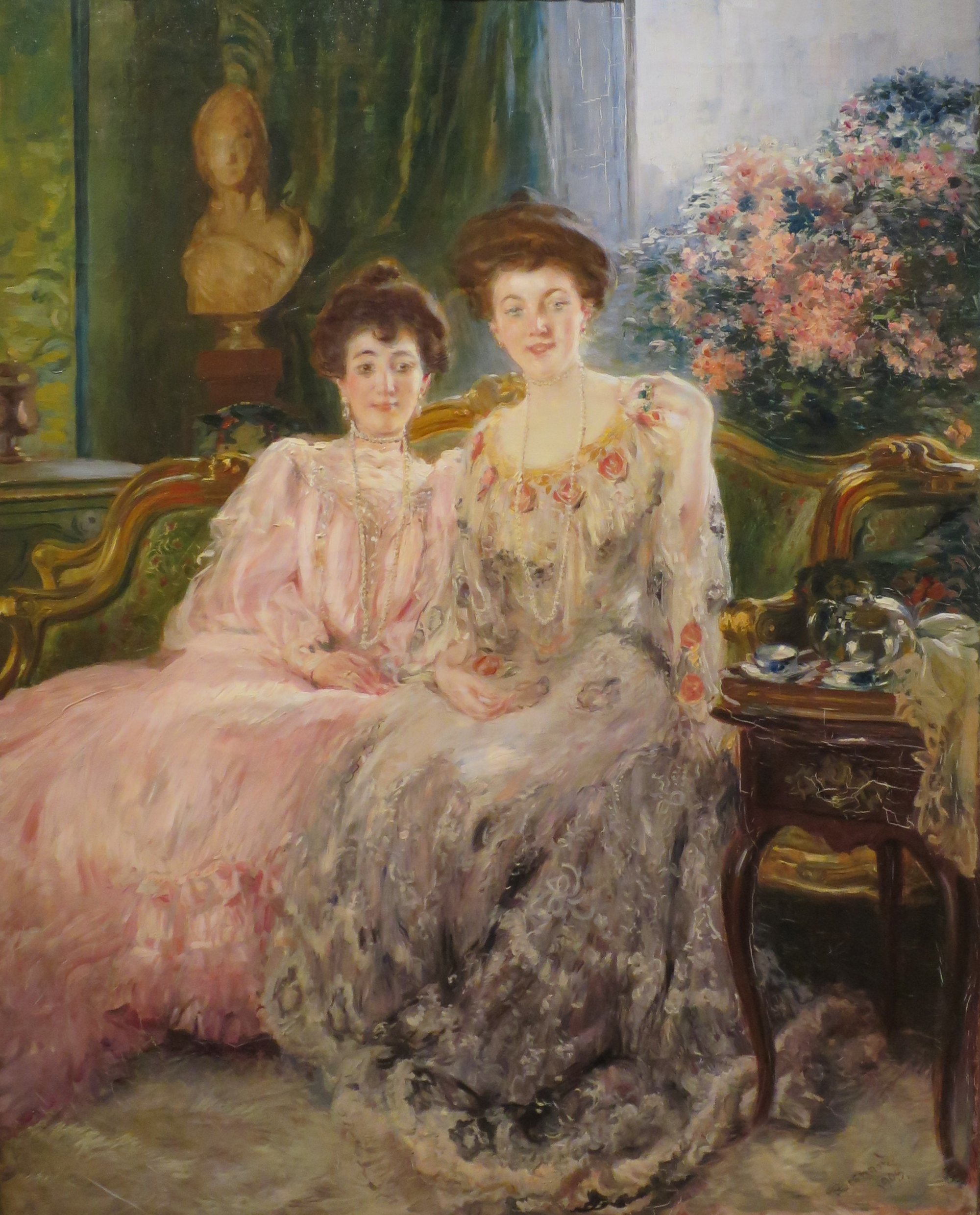
Портрет сестёр Харитоненко